# ویکتوریا لونگو
ویکتوریا لونگو (انگلیسی: Victoria Luengo؛ زادهٔ ۷ آوریل ۱۹۹۰) بازیگر اهل اسپانیا است.
از فیلم‌ها یا برنامه‌های تلویزیونی که وی در آن نقش داشته است می‌توان به بیمارستان مرکزی، مستأجر، و مادران، عشق و زندگی اشاره کرد.